# Eupithecia alpinata
Eupithecia alpinata là một loài bướm đêm trong họ Geometridae.